# Derechos de las plantas
 Los derechos de las plantas son derechos que pudieran corresponderles a las plantas que tienen vida, al igual que los seres humanos.[cita requerida] Tales cuestiones son planteadas con frecuencia en relación con los debates sobre los derechos de los animales o biocentrismo.

## Argumentos filosóficos
Sobre el tema de si los derechos de los animales se pueden extender a las plantas, el filósofo Tom Regan sostiene que los animales adquieren derechos por estar conscientes, lo que él denomina "sujetos-a-una-vida". Regan afirma que este concepto no es aplicable a las plantas, y que, incluso si las plantas tuvieran derechos, abstenerse de comer carne todavía sería moral, debido al uso de las plantas para criar animales.
Según el filósofo Michael Marder, la idea de que las plantas deben tener derechos proviene de la «subjetividad en cuanto a las plantas», que es distinta de la persona humana. El filósofo Paul Taylor sostiene que toda vida posee un valor intrínseco y aboga por el respeto a las plantas, pero no les asigna derechos. Christopher D. Stone, propuso en un trabajo publicado en 1972 titulado «¿Es que los árboles deben tener capacidad como sujetos de derecho?», que si se les asignan derechos a las corporaciones, con una lógica similar también se les debería asignar derechos a los objetos naturales, como por ejemplo a los árboles.

## Argumentos científicos
En el estudio de la fisiología de las plantas, se entiende que las plantas poseen mecanismos con los cuales reconocen los cambios en el ambiente. Esta definición en cuanto a la percepción en las plantas difiere de la noción de que las plantas son capaces mostrar sentimientos. El último concepto, junto con la inteligencia de las plantas, puede remontarse a 1848, cuando Gustavo Theodor Fechner, un psicólogo alemán, sugirió que las plantas son capaces de mostrar emociones y que es posible hacerlas crecer de manera saludable al hablarles y darles atención y afecto.[cita requerida]